# Iochroma stenanthum
Iochroma stenanthum är en potatisväxtart som beskrevs av S. Leiva Gonzalez, V. Quipuscoa Silvestre och N.W. Sawyer. Iochroma stenanthum ingår i släktet Iochroma och familjen potatisväxter. Inga underarter finns listade i Catalogue of Life.